# Elliot Anderson
Pour les articles homonymes, voir Anderson.
Elliot Anderson, né le 6 novembre 2002 à Whitley Bay en Angleterre, est un footballeur anglais qui joue au poste de milieu offensif à Nottingham Forest.

## Biographie

### En club
Né à Whitley Bay en Angleterre, Elliot Anderson est formé par Newcastle United, où il joue depuis la catégorie des moins de neuf ans. Il signe son premier contrat professionnel avec son club formateur le 8 novembre 2019.
Anderson joue son premier match en professionnel le 9 janvier 2021, à l'occasion d'une rencontre de coupe d'Angleterre face à l'Arsenal FC. Ce jour-là, il entre en jeu à la place de Joelinton et son équipe s'incline par deux buts à zéro. Le 18 janvier 2021, Anderson fait sa première apparition en Premier League, aussi contre l'Arsenal FC. Il entre en jeu à la place de Miguel Almirón et Newcastle est battue par trois buts à zéro.
Le 31 janvier 2022, Elliot Anderson est prêté jusqu'à la fin de la saison à Bristol Rovers.
De retour à Newcastle à l'été 2022, Anderson est intégré à l'équipe première, et le 21 septembre 2022, il prolonge son contrat avec les Magpies jusqu'en juin 2026,.

### En sélection
Né en Angleterre, Elliot Anderson possède des origines écossaises. Il est convoqué pour la première fois avec l'équipe d'Écosse espoirs en octobre 2021, pour les matchs de novembre. Il ne joue toutefois aucun match lors de ce rassemblement. Anderson joue son premier match avec cette sélection le 5 juin 2022 contre la Belgique. Il est titularisé et les deux équipes se neutralisent (0-0 score final),.

## Palmarès

### En sélection nationale
- Angleterre espoirs
  - Vainqueur du championnat d'Europe espoirs en 2025.